# Verband deutschsprachiger Übersetzer/innen literarischer und wissenschaftlicher Werke
Der Verband deutschsprachiger Übersetzer/innen literarischer und wissenschaftlicher Werke, kurz VdÜ, ist als Berufsverband von Literaturübersetzern ein eingetragener Verein seit 1954. Zusätzlich bildet der Verband zusammen mit dem Verband deutscher Schriftstellerinnen und Schriftsteller die Fachgruppe Literatur in der Gewerkschaft ver.di im DGB. In den gesellschaftlichen Bereichen Politik sowie Rechts- und Vertragswesen wirkt der VdÜ als Interessenvertretung aller berufsmäßig tätigen Literaturübersetzer, de facto auch der nicht organisierten, also als Übersetzerverband und berufsständische Körperschaft bürgerlichen Rechtes. Für die Mitglieder gewährt er Rechtsschutz im Verhältnis zu den Verlagen.
Im März 2024 zählt der Verband 1390 Mitglieder. Die beiden ehrenamtlichen Vorsitzenden sind 1. Marieke Heimburger, 2. André Hansen.

## Hintergrund und Geschichte
In der Gegenwart ist fast jedes zweite Buch in der Belletristik eine Übersetzung. Die Übersetzer bringen durch ihre Arbeit Personen, Anschauungen und Lebensweisen der ganzen Welt den Menschen im deutschsprachigen Kulturkreis zur Kenntnis. Übersetzte Literatur stellt auch einen erheblichen Wirtschaftsfaktor dar.
Nach 1945 nahm die Zahl der Buchübersetzungen ins Deutsche zu. Zugleich machten die Literaturübersetzer sich Gedanken, wie ihre Berufssituation verbessert und die Qualität der Übersetzungen gehoben werden kann. Sechzehn übersetzende Literaten, von denen einige der Gruppe 47 angehörten, gründeten 1954 in Hamburg den VdÜ. Ziele des eingetragenen Vereins waren die Verbesserung ihrer beruflichen Fähigkeiten, der fachliche Austausch untereinander und mit Übersetzern anderer Länder, die Organisation von Tagungen und Weiterbildungen. Der erste Präsident war Rolf Italiaander. Ihm folgten Rolf Tonndorf, Helmut M. Braem, Klaus Birkenhauer, Burkhart Kroeber, Helga Pfetsch, Gerlinde Schermer-Rauwolf und Hinrich Schmidt-Henkel. Von März 2017 bis Juni 2021 war Patricia Klobusiczky die 1. Vorsitzende, ihr folgte am 5. Juni 2021 Marieke Heimburger. 1964 gründete Tonndorf die VdÜ-Zeitschrift Der Übersetzer. Sie erscheint seit 1997 halbjährlich unter dem Titel Übersetzen.
Mit der 1. Jahrestagung der Literaturübersetzer in Esslingen schuf Helmut M. Braem 1968 ein Treffen, das es in ähnlicher Form bis heute gibt. Lange Zeit hieß es „Esslinger Gespräch“, später, da in Bergneustadt angesiedelt, „Bergneustädter Gespräch“. Als die Teilnehmerzahlen stiegen, wurde Bensberg von 1999 bis 2003 zum Treffpunkt. Seit dem 50. Jubiläumsjahr 2004 ist die Stadt Wolfenbüttel die Gastgeberin, entsprechend heißt die Tagung „Wolfenbütteler Gespräch“. Sie dient dem kollegialen Austausch.

„Das ‚Zehnte Gebot des Übersetzers‘ im Verband: Du sollst kein Werk übersetzen, das den Krieg verherrlicht oder zu Rassenhass aufruft.“

Nach der Wiedervereinigung traten 80 Übersetzer aus den neuen Bundesländern dem VdÜ bei. Insgesamt gab es zwischen 1990 und 2001 viele Neueintritte, wodurch die Mitgliederzahl von gut 400 auf über 950 stieg. Im VdÜ gilt das Prinzip des kollegialen Engagements seiner Mitglieder. Alle Mitglieder des Vorstands sind selbst Übersetzer und arbeiten im VdÜ ehrenamtlich.

## Mitgliedschaft und Verhältnis zum Verband deutscher Schriftsteller
Deutschschreibende Literaturübersetzer sind in aller Regel Freiberufler; eine heutzutage kleinere Gruppe stellen Übersetzer dar, welche mit einer anderen Funktion (z. B. als Lektor, als Wissenschaftler, als Kulturmanager oder Lehrkräfte) fest angestellt sind und nebenberuflich übersetzen. Sie alle arbeiten an Belletristik, Sachbüchern, wissenschaftlichen Texten, Comics, Theaterstücken, Hörspielen, Filmen und anderen künstlerischen Werken, die dem breiten Publikum zugänglich sind, im Unterschied z. B. zu Übersetzern am Gericht. Literaturübersetzer sind rechtlich gesehen die Urheber ihrer Übersetzungswerke. Wie die Autoren selbst stehen sie unter dem Schutz des Urheberrechts. 
Mitglied des VdÜ werden kann jede Person, die mindestens eine Übersetzung publiziert oder den entsprechenden Vertrag unterzeichnet hat; andernfalls kann man den Kandidatenstatus erwerben.
Als 1969 in Köln mit aktiver Beteiligung des VdÜ der damalige Verband deutscher Schriftsteller gegründet wurde, erhielt der VdÜ darin den Sonderstatus eines bundesweiten Berufsverbands, der den Landesverbänden gleichgestellt war. Wie der VS auch, schloss sich der VdÜ 1974 als „Bundessparte Übersetzer“ der IG Druck und Papier an. Diese schloss sich 1989 mit der Gewerkschaft Kunst zur IG Medien zusammen und ging 2001 in der Dienstleistungsgewerkschaft ver.di auf. Seit 2024 bildet der VdÜ neben dem VS die Fachgruppe Literatur in ver.di.
Der VdÜ-Anschluss an die Gewerkschaft galt nur für den Verband als solchen; diejenigen VdÜ-Mitglieder, die das wünschten, traten als Einzelne der Gewerkschaft bei. Aus diesem Grund blieb der eingetragene Verein VdÜ neben der Gewerkschaftssparte bestehen; die der Gewerkschaft beigetretenen Mitglieder sind zugleich Mitglieder des eingetragenen Vereins, das gilt aber nicht andersherum. Das entspricht einerseits den weltanschaulichen Auffassungen mancher VdÜ-Mitglieder, es ermöglichte andererseits deutschsprachigen Übersetzern aus Österreich und der Schweiz oder aus anderen Ländern einen VdÜ-Beitritt; denn im Ausland Lebende können satzungsgemäß keine Gewerkschaftsmitglieder sein.

## Aktivitäten

### Vergütungsfrage, Weiterbildung, kollegialer Austausch
Im August 1970 stellte der VdÜ einen ersten Mustervertrag zwischen Literaturübersetzern und Verlagen vor; ein Jahr später folgte ein ähnlicher Mustervertrag für die Übersetzer von Bühnenwerken als Vorschlag. In Verhandlungen mit dem Verlegerausschuss im Börsenverein des deutschen Buchhandels wurde ein Normvertrag entwickelt, die letzte damals verhandelte Fassung stammte von 1992. 2019 schloss der VdÜ mit dem Börsenverein eine aktualisierte Fassung des Normvertrags Übersetzungen ab.
In den 1990er Jahren begann der VdÜ, verstärkt an die Öffentlichkeit zu gehen. Proteste gegen Verlage wegen diskriminierenden Übersetzungs-Verträgen wurden in Medien positiv dargestellt. Im Vorlauf zur Änderung des deutschen Urheberrechtsgesetzes von 2003 erreichte der VdÜ durch publikumswirksame Aktionen und in Gesprächen mit Politikern, dass Regeln entstanden, von denen sich die Literaturübersetzer eine Stärkung ihrer wirtschaftlichen Position gegenüber den Verlegern erhofften.
In der Zwischenzeit hatte es eine Reihe von Klagen einzelner Übersetzer gegen Verlage gegeben, die vom VdÜ publizistisch und von der Gewerkschaft ver.di mittels Rechtshilfe unterstützt worden waren. Sie waren bis zum Bundesgerichtshof gelangt. Zwei 2009 und 2011 ergangene BGH-Urteile waren in wesentlichen Punkten für die Übersetzer günstig. Der BGH erstellte rechtlich verbindliche Maßstäbe für die Beteiligung der Übersetzer am Verkaufserfolg und bei den Nebenrechten, also der Verwertung in anderen Medien als der Erstausgabe (in der Regel ein Hardcover), z. B. in Taschenbüchern, in Hörbüchern oder durch Verfilmungen. Bis jetzt steht der VdÜ jedoch dem Problem gegenüber, dass die meisten großen deutschen Konzernverlage die vom BGH definierten Mindestsätze unterlaufen oder gar missachten.
Am 1. April 2014 kam es erstmals zu Gemeinsamen Vergütungsregeln mit einer kleinen Gruppe von Verlagen, deren Erstunterzeichner auf Verlagsseite waren: Carl Hanser Verlag, München; Hanser Berlin und Nagel & Kimche, Frankfurter Verlagsanstalt (Joachim Unseld), Hoffmann & Campe Verlag, marebuch, Schöffling Verlag, Wallstein Verlag. Damit wurde durch den VdÜ die Vorgabe der Urheberrechtsnovelle 2003 von Gemeinsamen Vergütungsregeln von Urhebern (hier also Übersetzern) und Verwertern (also Verlagen), durch die eine Mindestvergütung definiert wird, erstmals für Literaturübersetzer realisiert.

„Mit dieser Vergütungsregel zeigen wir, dass eine von Sachkenntnis und gutem Willen getragene vernünftige Einigung möglich ist. Das langjährige Gezerre um die Definition von ‚angemessener Mindestvergütung‘ der Übersetzer ist damit einvernehmlich aufgelöst. Wir danken der Gruppe der beteiligten Verlage und gehen weiterhin auf andere Verlage zu mit der Einladung, sich der Vergütungsregel anzuschließen.“

„Wir haben hier eine verlässliche, praxisorientierte Vergütungsregel, die ein solides Fundament geschaffen hat und einen Maßstab für alle Vertragsabschlüsse setzt.“

„Ich freue mich über diese Einigung, einen Interessensausgleich, mit der die Belange der Beteiligten weit besser geregelt sind, als jedes Gerichtsurteil es könnte. Mit der Annahme der Vergütungsregel durch den VdÜ steht die Tür für weitere Verlage offen.“

Ende 2019 veröffentlichten VdÜ und Börsenverein ein „Best Practice“-Papier zur Übersetzernennung in den Verlagsprodukten. Die Handreichung soll die Vertragslage für alle VdÜ-Mitglieder in einheitlichem Sinn verbessern. Wieweit sich das durchsetzen wird, ist abzuwarten.
Aus dem VdÜ heraus wurden im Laufe der Jahre wichtige, unabhängige Institutionen des literarischen Übersetzungswesens gegründet. So wurde 1978 auf Initiative Elmar Tophovens in Straelen ein Europäisches Übersetzer-Kollegium, EÜK, gegründet, das der langjährige Vorsitzende des VdÜ, Klaus Birkenhauer, bis zum Februar 2001 leitete. Das EÜK wurde zum Vorbild einer Reihe von danach entstandenen Übersetzerkollegien in Europa.
Der Deutsche Übersetzerfonds, DÜF, wurde, ebenfalls von VdÜ-Mitgliedern, 1997 gegründet. Er vergibt regelmäßig eine Anzahl Stipendien und Preise und betreibt mittels Seminaren und Werkstattgesprächen eine „virtuelle Akademie“. Eines seiner zahlreichen Programme trägt den Namen TOLEDO (in Versalien), es wurde lange gefördert von der Robert-Bosch-Stiftung.
Örtlich oder regional gibt es in Deutschland regelmäßige Treffen der ansässigen Literaturübersetzer. Sie entstanden schrittweise aus sogenannten Übersetzer-Stammtischen. Ein Schwerpunkt war stets die gemeinsame Diskussion von Übersetzungsproblemen gewesen, damit eine gegenseitige Fortbildung und ein kollegialer Austausch. Zum Beispiel entstand so das „Münchner Übersetzer-Forum“ mit rund 140 Mitgliedern.
Der VdÜ betreibt für seine Mitglieder eine Mailingliste, genannt „Übersetzerforum“, zur weiteren kollegialen Verständigung. Spezielle Mailinglisten gibt es auf seinen Webseiten für Französisch-Übersetzer, dann als ein Forum für Literatur- und Sachbuchübersetzer, sowie in der Form eines Links zu einem Forumsträger für die Übersetzer audiovisueller Texte.
Eine weitere Initiative, entstanden aus der Mitte des VdÜ heraus, ist die „Weltlesebühne“ an mehreren Orten, welche u. a. von der Robert-Bosch-Stiftung gefördert, mit öffentlichen Buch-Lesungen durch deren Übersetzer einem literarisch interessierten Publikum das Tun des Literaturübersetzers näher bringt.

### Jahrestagung „Wolfenbütteler Gespräch“
Für den kollegialen Austausch der meistens alleine arbeitenden Freiberufler sind mehrtägige Jahrestagungen wichtig. Nach dem ersten Veranstaltungsort in Baden-Württemberg hieß das Treffen ab 1968 lange Zeit „Esslinger Gespräch“, später – in Nordrhein-Westfalen – „Bergneustädter Gespräch“. 1999 bis 2003 tagte der Verband in Bensberg bei Köln und seit 2004 in Wolfenbüttel bei Braunschweig.
Der Freitagnachmittag steht alljährlich im Zeichen einer berufspolitischen Rede durch die/den 1. Vorsitzenden, der Verleihung der kollegialen "Ehrengabe" und eines fachlichen Vortrags. Abends findet das Lesefest statt, bei dem zahlreiche Übersetzer vor Kollegen aus ihren Werken lesen. Am Samstag dreht sich alles um fachliche Workshops, abends wird im feierlichen Rahmen im Wechsel entweder der Helmut-M.-Braem-Preis verliehen oder der Hieronymusring weitergereicht. Bei der abschließenden Matinee am Sonntag trifft ein deutschsprachiger Autor seine Übersetzer.

### Das ViceVersa-Programm
Besonders erfolgreich sind zweisprachige „Übersetzerwerkstätten“ für bereits Tätige, genannt „ViceVersa“, die teils im Ausland stattfinden, z. B. für Portugiesisch, Ukrainisch oder Arabisch.
Diese zweisprachigen Werkstätten ermöglichen durch die Konzentration auf ein bestimmtes Sprachenpaar (immer in der Kombination mit Deutsch) eine intensive Textarbeit, meist von einer Woche Dauer. Mit einer Gruppe von 10 bis 12 Übersetzern, muttersprachlich paritätisch zusammengesetzt, etwa aus dem Deutschen ins Russische und umgekehrt vom Russischen ins Deutsche, stellt sich ein ergiebiger Diskussionsraum für die Feinheiten literarischer Übersetzungen her. Die Teilnehmer erhalten so ein qualifiziertes, kollegiales Echo auf ihre eigene Arbeit und knüpfen Arbeitsbeziehungen zu Kollegen aus den Ländern der Sprache, aus der sie übersetzen.
Das Modell wird immer mehr ausgeweitet, neue Initiativen und Konstellationen an verschiedenen Orten entstehen. „ViceVersa“, organisiert vom Deutschen Übersetzerfonds, bietet diesen zweisprachigen Werkstätten eine Basisfinanzierung durch die Robert Bosch Stiftung, eine Unterstützung bei der Suche nach Partnern und weiteren Geldgebern und die Beratung hinsichtlich der inhaltlichen und organisatorischen Durchführung.

## Preise
Der VdÜ vergibt drei Auszeichnungen.

### Übersetzerbarke
Seit 2004 lobt der VdÜ jährlich eine Auszeichnung in Form eines stets wechselnden Kunstwerks aus, genannt „Übersetzerbarke“. Der undotierte Preis wird verliehen an Literaturkritiker, Verleger oder andere Außenstehende, die sich in besonderer Weise des Berufs und der Leistung von Übersetzern angenommen haben.

### Hieronymusring
Zu Ehren von Susanna Brenner, einer Übersetzerin amerikanischer und englischer Literatur, stiftete der VdÜ 1979 aus Anlass ihres 80. Geburtstags den Hieronymusring. Ermöglicht hatten den Preis Zuwendungen des Rowohlt Verlags und der Einsatz von Heinrich Maria Ledig-Rowohlt und Helmut Frielinghaus, dem damaligen Lektor und Leiter der Übersetzungsabteilung in diesem Verlag. Der jeweilige Träger gibt den Ring nach zwei Jahren weiter an einen von ihm ausgewählten Kollegen, dessen herausragende Leistung als Übersetzer er anerkennen will.
Sein Name erinnert an den Kirchenvater Hieronymus, dessen Neuschöpfung des lateinischen Bibeltextes, genannt Vulgata, ein wichtiges Dokument der christlichen Kirche wurde. Deshalb gilt Hieronymus vielen Menschen im Westen als der Schutzpatron der Übersetzer.

### Ehrengabe des VdÜ
Die Ehrengabe des VdÜ gibt es seit 2009. Der Zweck der kollegialen Ehrengabe ist die Würdigung besonderer Verdienste um die Verbandsziele und das Literaturübersetzen allgemein außerhalb der Gremienarbeit in Vorstand und Honorarkommission des VdÜ.

## Ausbildung von Literaturübersetzern
In Deutschland existieren drei Masterstudiengänge speziell für Literaturübersetzer:
- Studiengang Literarisches Übersetzen an der Ludwig-Maximilians-Universität München: Weiterbildender, gebührenpflichtiger Master. Dauer: 2 Semester. Sprachen: Englisch, Französisch, Spanisch, Italienisch, Russisch. Seit 1987.[7]
- Studiengang Literaturübersetzen an der Heinrich-Heine-Universität Düsseldorf: Dauer: 4 Semester. Sprachen: Englisch, Französisch, Italienisch, Spanisch. Seit 1987.[8]
- Studiengang Literarisches Übersetzen in Theorie und Praxis an der Friedrich-Schiller-Universität Jena: Dauer: 4 Semester. Sprachen: Französisch, Spanisch, Italienisch, Portugiesisch, Rumänisch, Russisch, Polnisch, Serbisch/Kroatisch, Bulgarisch, Latein. Seit 2022.[9]

Darüber hinaus bestehen zahlreiche weitere Bachelor- und Masterstudiengänge, die aber eher auf Fachübersetzer der Bereiche Technik, Wirtschaft, Recht und Medizin oder die Software-Lokalisierung und Computerlinguistik zugeschnitten sind. Beispiele hierfür sind die Universitäten Heidelberg, Mainz/Germersheim, Leipzig, Saarbrücken, Hildesheim und Bonn sowie die Hochschulen (Fachhochschulen) Köln, Flensburg, Anhalt (Köthen, Bernburg, Dessau), Magdeburg/Stendal oder Würzburg/Schweinfurt.
Eine kommerzielle Ausbildung bieten z. B. die Firma AKAD mit dem Master-Abschluss Intercultural Management und Fachübersetzen im Fernstudium, sowie die private Hochschule für Angewandte Sprachen München.

## Weltweite Tätigkeit von literarischen Übersetzern
- Der CEATL - Conseil Européen des Associations de Traducteurs Littéraires - ist der europäische Dachverband der Literaturübersetzerverbände. Unter anderem wirkt er als Interessenvertreter der Berufsgruppe auf EU-Ebene und indem er Leitfäden zu fairer Vertragsgestaltung und „good practice“ im Umgang mit Literaturübersetzenden veröffentlicht[10]
- Die UNO hat am 24. Mai 2017 den 1953 gegründeten Internationalen Übersetzertag, genannt Hieronymus-Tag einstimmig anerkannt.[11] Die Versammlung würdigte damit die Rolle der professionellen Übersetzung bei der Vernetzung von Nationen, der Friedensförderung, dem gegenseitigen Verständnis und der gesellschaftlichen Entwicklung. Die UN-Generalversammlung erklärte den 30. September zum weltweiten Übersetzertag.[12]
- „Conférence Internationale Permanente d’Instituts Universitaires de Traducteurs et Interprètes“ CIUTI, Literaturübersetzung als Sujet von Hochschulen, weltweit

„Quebec-Erklärung zu literarischem Übersetzen, zu Übersetzerinnen und Übersetzern, 2015:
1. Das literarische Übersetzen ist Kunst und Passion zugleich. Die Übersetzung mit ihrem Streben nach Aufgeschlossenheit ist ein Schlüssel zur Welt und stärkt den Dialog zwischen den Kulturen. Sie fördert Frieden und Freiheit und bietet Schutz gegen Ungerechtigkeit, Intoleranz und Zensur.
2. Kulturen widmen sich dem Übersetzen nicht gleichermaßen. Einige übersetzen aus eigenem Antrieb, andere aus Notwendigkeit. Das Übersetzen ist eng mit der Verteidigung von Sprachen und Kulturen verbündet.
3. Übersetzer und Übersetzerinnen sind bei aller Wertschätzung für Autoren und ihre Werke nicht allein um die Reproduktion eines Textes bemüht:  als eigenständige Gestalter suchen sie diesen zu vertiefen und ihm weiteren Raum zu verschaffen. Sie sind nicht nur Boten; denn obwohl sie die Stimmen der anderen weitertragen, verlieren sie ihre eigene nicht.  Als Verteidiger sprachlicher und kultureller Vielfalt engagieren sie sich vor allem für unentdeckte Autoren und für marginalisierte Stilformen und Gruppen.
4. Die Rechte von Übersetzerinnen und Übersetzern müssen geschützt werden. Regierungsorgane, Verlage, die Medien und die Auftraggeber müssen sie anerkennen, Namen von Übersetzerinnen und Übersetzern klar und deutlich nennen, ihren Berufsstand und ihre Bedürfnisse respektieren, ihnen angemessene Bezahlung und Arbeitsbedingungen zusichern; und das in allen Publikationsmedien.
5. Physische Unversehrtheit und die Freiheit der Meinungsäußerung von Übersetzerinnen und Übersetzern müssen zu allen Zeiten gewährleistet sein.
6. Als kreativ Schreibende mit besonderen Fertigkeiten und Kenntnissen gebührt den Übersetzerinnen und Übersetzern Respekt und sie sollten zu allen Fragen ihren Arbeitsbereich betreffend zu Rate gezogen werden. Übersetzungen sind Eigentum ihrer Urheber.“

## Notizen
1. ↑  ISSN 1868-6583. zsue.de
2. ↑  Vergütungsregel (PDF).
3. ↑  Handreichung 2019
4. ↑  TOLEDO-Programm: Wir über uns, abgerufen am 23. Juli 2020 (Menü ist am rechten Seitenrand vertikal anzuklicken). In der Vergangenheit trugen bereits eigene Programme der Bosch-Stiftung diesen Namen, nach mehreren Umstrukturierungen ging der Titel an den DÜF über.
5. ↑  Solche regelmäßigen Treffen gibt es in Berlin, Bremen, Düsseldorf, Frankfurt, Freiburg, Hamburg, Hannover, Köln, Leipzig, München, Münster, Nürnberg, Straelen und Zürich.
6. ↑  Ehrengabe auf der Website des VdÜ
7. ↑  Studiengang-Informationen an der LMU
8. ↑  Studiengang-Informationen an der HHU
9. ↑  Studiengang-Informationen an der FSU
10. ↑  "Guidelines for fair translation contracts", "CEATL-Hexaloge or code of good practice"
11. ↑  Resolution A/71/L68, 71. Sitzungsperiode der Generalversammlung
12. ↑  ITD Adopted! – FIT. Abgerufen am 30. Juli 2019 (englisch).
13. ↑  Übers. Karin Clark